# Bambino
|  | Per a altres significats, vegeu «Bambino (desambiguació)». |

Miguel Vargas Jiménez, (Utrera, Sevilla, 14 de febrer de 1940 - Utrera, 5 de maig de 1999), conegut en el món artístic amb el sobrenom de Bambino, fou un cantant andalús.